# Vicente Barrera
Pour les articles homonymes, voir Barrera.
Vicente Barrera Simón, né le 29 juillet 1968 à Valence (Espagne), est un matador espagnol.

## Présentation
Intellectuel diplômé en droit, Barrera est venu au toreo assez tard. Il est pourtant le petit-fils d'une ancienne gloire du toreo qui portait le même nom.

## Carrière
Il fait ses débuts en public le 15 août 1992 à Blancos, (Espagne, province d'Orense).
Sa première novillada avec picadors  a lieu à San Pablo de los Montes (province de Tolède) le 16 septembre 1993 aux côtés de Alfredo Reyes et Luis Correas ; novillos de la ganadería de Francisco Cruz Jiménez.
Il reçoit l'Alternative à Valence le 25 juillet 1994 des  mains de Curro Romero avec pour témoin, Miguel Báez « Litri ». Taureaux de la ganadería de Moura. Il confirme son alternative à Madrid le 22 mai 1996, avec pour parrain, « Manzanares »  et pour témoin, Miguel Báez « Litri », avec des taureaux de la ganadería de Domingo Hernández.
En Amérique latine, il débute le 26 novembre 1994 à Mexico et il se présente en France à Saint-Vincent-de-Tyrosse le 23 juillet 1995 devant les taureaux d'Occitania, en compagnie d'Emilio Muñoz et de Francisco Rivera Ordóñez. Il confirme son alternative à Mexico le 22 mai 1997.
Vicente Barrera appartient à la catégorie des toreros artistes, usant avec talent du temple, soignant sa position et ses gestes. Blessé en avril 2000, il revient en Camargue pour le festival du cheval à Méjanes  au mois de novembre suivant. En mars 2011, en compagnie de El Juli, il a coupé une oreille lors des fallas de Valence

## Carrière politique
Membre du parti d’extrême droite Vox, il est pressenti pour devenir vice-président de la communauté valencienne à la suite d'un accord entre Vox et le Parti populaire. L'accord prévoit d’abroger la loi régionale de mémoire historique, de réduire la protection et la promotion de la langue valencienne, de créer un « bureau antisquatteur », de supprimer les impôts sur la succession et le patrimoine et d’augmenter les superficies agricoles irriguées. L'accord écarte par ailleurs toute politique de lutte contre le changement climatique, dont Vox nie l'existence.